# Kätlin Aas
Kätlin Aas (26 de diciembre de 1992) es una modelo estonia.

## Carrera
Ha modelado para marcas como Christopher Kane, Prada (el cual abrió y cerró), Miu Miu, Versace, Givenchy, Jean-Paul Gaultier, Marc Jacobs, e Yves Saint Laurent. Es buena amiga de las modelos Hanne-Gaby Odiele, Julia Nobis, Lexi Boiling, Issa Lish, Binx Walton, Julia Frauche.
Aas estuvo en el top50 del ranking de models.com.